# 池谷優佳
池谷 優佳（いけや ゆうか、1997年12月27日 - ）は、日本の元女子バレーボール選手。

## 来歴
東京都江戸川区出身。2人姉妹の次女。幼稚園のとき、姉がバレーボールを始めた影響を受け自身もバレーボールを始めた。
2019年7月、イタリアのナポリで行われる第30回ユニバーシアードの代表選手に選出。全6試合にスターティングリベロとして出場し、粘り強い守備でチームを支え銅メダルを獲得。ユニバーシアード女子日本代表チームの3大会連続メダル獲得に貢献した。
2020年1月9日、久光スプリングスへの入団内定が発表。同期入団は白澤明香里、荒木彩花。
2023年4月、久光からの退団が発表された。現役引退を表明していたが、同年7月にPFUブルーキャッツに入団した。
2025年3月、2024-25シーズン限りでの現役引退が発表された。6月2日に引退選手として公示。

## 所属チーム
- 江戸川区立篠崎第五小学校（上野エンジェルス）[1]
- 世田谷区立北沢中学校[1]
- 下北沢成徳高等学校
- 日本体育大学
- 久光スプリングス #15（2020-2023年）
- PFUブルーキャッツ/PFUブルーキャッツ石川かほく#11（2023-2025年）

## 球歴
- 2012年 全日本中学校バレーボール選手権大会：優勝
- 2016年 全日本バレーボール高等学校選手権大会：優勝
- 2019年 第30回ユニバーシアード競技大会：3位

## 受賞歴
- 2016年 全日本バレーボール高等学校選手権大会：ベストリベロ賞
- 2018年度 秋季関東大学女子バレーボールリーグ戦：リベロ賞

## 個人成績
V.LEAGUEの個人成績は下記の通り。
| 大会        | チーム      | 出場     | 出場        | アタック | アタック | アタック | アタック | バックアタック | バックアタック | バックアタック | バックアタック | アタック 決定本数 | ブロック | ブロック       | サーブ | サーブ         | サーブ   | サーブ | サーブ | サーブ   | サーブレシーブ | サーブレシーブ | サーブレシーブ | サーブレシーブ | 総得点      | 総得点      | 総得点   | 総得点      |
| ----------- | ----------- | -------- | ----------- | -------- | -------- | -------- | -------- | -------------- | -------------- | -------------- | -------------- | ----------------- | -------- | -------------- | ------ | -------------- | -------- | ------ | ------ | -------- | -------------- | -------------- | -------------- | -------------- | ----------- | ----------- | -------- | ----------- |
| 大会        | チーム      | 試 合 数 | セ ッ ト 数 | 打 数    | 得 点    | 失 点    | 決 定 率 | 打 数          | 得 点          | 失 点          | 決 定 率       | セ ッ ト 平 均    | 得 点    | セ ッ ト 平 均 | 打 数  | ノ 丨 タ ッ チ | エ 丨 ス | 失 点  | 効 果  | 効 果 率 | 受 数          | 成 功 ・ 優    | 成 功 ・ 良    | 成 功 率       | ア タ ッ ク | ブ ロ ッ ク | サ 丨 ブ | 得 点 合 計 |
| V1 20-21    | 久光        | 15       | 30          | 0        | 0        | 0        | -        | 0              | 0              | 0              | -              | -                 | 0        | -              | 0      | 0              | 0        | 0      | 0      | -        | 36             | 13             | 12             | 52.8           | 0           | 0           | 0        | 0           |
| 通算：1大会 | 通算：1大会 | 15       | 30          | 0        | 0        | 0        | -        | 0              | 0              | 0              | -              | -                 | 0        | -              | 0      | 0              | 0        | 0      | 0      | -        | 36             | 13             | 12             | 52.8           | 0           | 0           | 0        | 0           |

## 出演

### YouTube
【公式】久光スプリングス 
- 池谷優佳選手 ファンの皆様へメッセージ（2020年6月29日）
- 【裏側公開②】優・濵にゃんこのお団子制作【ホームゲーム】（2021年1月8日）
- 【裏側公開⑤】カメラに一言【ホームゲーム】【女子バレー】（2021年1月18日）
- 【踊ってみた】Step and a Step 30分で踊ってみた【NiziU】（2021年1月27日）
- 【踊ってみた後編】Step and a Step 30分で踊ってみた【NiziU】（2021年2月3日）
- ZARA・GU・ユニクロで２万円コーディネート【長身女子】【アスリート女子】（2021年2月17日）
- 【ワタシらの時代】令和を生き抜く女子たちのリアル【アスリート女子】【女子バレー】（2021年3月17日）
- 【バレーボール】スプリングスチャレンジ！【上級編】（2021年4月28日）